# Casselberry
Casselberry város az USA Florida államában, Seminole megyében. Lakosainak száma 28 794 fő (2020. április 1.).

## Népesség
A település népességének változása:

| 2010 | 26 241 |
| 2020 | 28 794 |